# Pelosia umbrata
Pelosia umbrata là một loài bướm đêm thuộc phân họ Arctiinae, họ Erebidae.